# Martha Tanguma
Martha Tanguma es una artista mexicana, destacada en áreas como la pintura, escultura y muralismo.

## Trayectoria
Realizó estudios en Relaciones Industriales y Lenguas Extranjeras. 
En 1974, participó en el salón Internacional de la Mujer. También es miembro de la Sociedad Mexicana de Geografía y Estadística y de la Legión de Honor en Francia.

## Obra
Es autora de más de 50 exposiciones, tanto individuales como colectivas. Ha participado en más de 40 exposiciones, entre individuales y colectivas, las cuales se han presentado en países europeos. Ha trabajado con serigrafía, carteles, material audiovisual en diferentes idiomas.
Una de sus obras más destacadas son los dos murales "Andrómeda" 1 y 2, localizados en la estación Coyoacán del Metro de la Ciudad de México. Sus técnicas son de acrílico con fibra de vidrio.
En el 2015, presentó en Michoacán la exposición "El espacio táctil" dirigida a niños ciegos, única en su tipo hasta ese momento.